# 阿利宰
阿利宰（法語：Alizay，法語發音：[alizɛ]）是法国厄尔省的一个市镇，位于该省北部偏东，属于莱桑德利区。

## 地理
阿利宰（49°19'15"N, 1°10'32"E）面积8.62 平方千米，位于法国诺曼底大区厄尔省，该省份为法国北部内陆省份，北起滨海塞纳省，西接奧恩省和卡爾瓦多斯省，南至厄尔-卢瓦省，东临瓦兹省、瓦兹河谷省和伊夫林省。
与阿利宰接壤的市镇（或旧市镇、城区）包括：莱当、伊戈维尔、勒马努瓦尔、蓬德拉尔什、凯夫勒维尔-拉波特里、伊马尔。

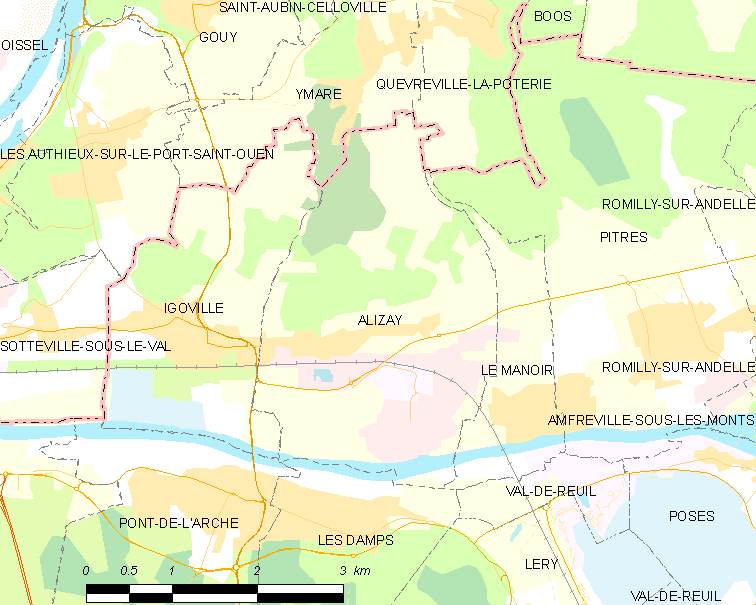
阿利宰的OSM定位图

阿利宰的时区为UTC+01:00、UTC+02:00（夏令时）。

## 行政
阿利宰的邮政编码为27460，INSEE市镇编码为27008。

## 政治
阿利宰所属的省级选区为蓬德拉尔什县。

## 人口

1962-2008年间阿利宰人口变化图示

阿利宰于2022年1月1日时的人口数量为1575人。